# Take a Step Back
„Take a Step Back” – piosenka amerykańskiego rapera Ski Mask the Slump Goda z udziałem innego amerykańskiego rapera XXXTentaciona. Piosenka została wydana jako singel z mixtape’ów Ski Maska Drown in Designer oraz You Will Regret 12 maja 2017 r. Utwór wyprodukował Ronny J.

## Tło
„Take a Step Back” zostało pierwotnie wydane na mixtape'ie Ski Mask the Slump Goda Drown in Designer, 16 maja 2016 roku, dopiero jako singel z mixtape'u You Will Regret pojawiło się 12 maja 2017 roku. Piosenka została okrzyknięta hymnem moshu i jako nieoficjalny motyw festiwali rapowych. Utwór wykorzystuje elementy punk rocka i heavy metalu. Piosenka została nagrana na słuchawkach od iPhone'a, nadając jej zniekształcony dźwięk, Ski Mask stwierdził, że on i XXXTentacion wykorzystali to na swoją korzyść.
Między końcem 2017 roku a początkiem 2018 roku wywiązał się spór między Ski Maskiem a X'em. Ski Mask powiedział, że chce być postrzegany jako indywidualny raper, a nie tylko partner X'a. X krótko po tym ogłosił, że rzuci muzykę, dopóki Ski Mask nie zostanie ponownie jego przyjacielem. Na festiwalu Rolling Loud w 2018 roku, podczas występu Ski Maska, obaj artyści zaskoczyli publiczność, gdy X dołączył do Ski Maska, aby wykonać wspólnie „Take A Step Back”, kończąc spór.

## Twórcy
- Ski Mask the Slump God – wykonawca, autor tekstu
- XXXTentacion – wykonawca, autor tekstu
- Ronny J – producent, kompozytor

## Certyfikaty
| Kraj       | Certyfikat | Ilość sprzedanych jednostek |
| ---------- | ---------- | --------------------------- |
| USA (RIAA) | Platyna    | 1,000,000                   |